# 愛宕神社 (郡上市)

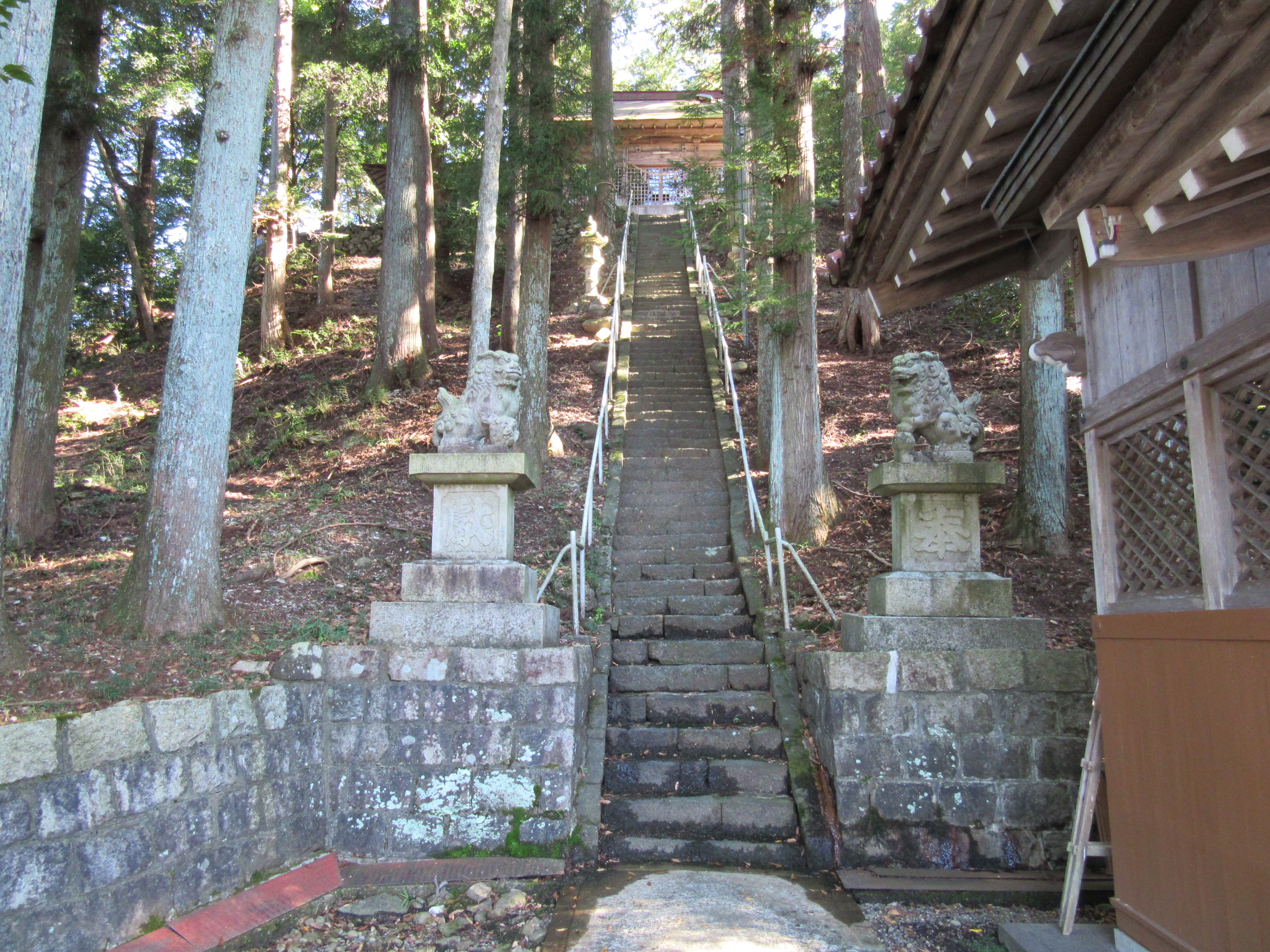
愛宕神社参道

愛宕神社（あたごじんじゃ）は、岐阜県郡上市（旧郡上郡八幡町）に鎮座する神社である。近代社格制度では村社。

## 概要
境内を中心に愛宕公園が整備され、桜の名所である。公園内には円通閣（慈恩寺観音堂）、遍照殿（愛宕弘法堂）、宝暦義民碑などがある。

## 祭神
- 軻遇槌尊

## 由緒
- 慶長5年（1600年） - 郡上八幡城城主遠藤慶隆がこの地に地蔵菩薩[1]を祀り、愛宕権現として創建したのが始まりである。
- 明治41年（1908年） - 村社となる。

## 交通

### 公共交通機関
- 長良川鉄道越美南線 郡上八幡駅より約1.5km。
- 岐阜バス：高速八幡線、高速名古屋・八幡線、美濃八幡線、八幡線、荘川八幡線「愛宕公園前」バス停下車。
- 岐阜バスコミュニティ八幡：明宝線、和良線「愛宕公園前」バス停下車。
- まめバス「愛宕公園前」バス停下車。

### 自動車
- 国道256号、国道472号橋南交差点。